# Aconitum moschatum
Aconitum moschatum är en ranunkelväxtart som först beskrevs av Brühl, och fick sitt nu gällande namn av Otto Stapf. Aconitum moschatum ingår i släktet stormhattar, och familjen ranunkelväxter. Inga underarter finns listade i Catalogue of Life.